# Ледвуд (Міссурі)
Ледвуд (англ. Leadwood) — місто (англ. city) в США, в окрузі Сент-Франсуа штату Міссурі. Населення — 1178 осіб (2020).

## Географія
Ледвуд розташований за координатами 37°51′42″ пн. ш. 90°35′21″ зх. д. / 37.86167° пн. ш. 90.58917° зх. д. (37.861742, -90.589155).  За даними Бюро перепису населення США в 2010 році місто мало площу 3,00 км², уся площа — суходіл.

## Демографія
Згідно з переписом 2010 року, у місті мешкали 1282 особи в 456 домогосподарствах у складі 353 родин. Густота населення становила 428 осіб/км².  Було 530 помешкань (177/км²).
Расовий склад населення:
| - 99,0 % — білих - 0,2 % — вихідців з тихоокеанських островів - 0,2 % — корінних американців - 0,1 % — чорних або афроамериканців |

До двох чи більше рас належало 0,4 %. Частка іспаномовних становила 0,9 % від усіх жителів.
За віковим діапазоном населення розподілялося таким чином: 28,8 % — особи молодші 18 років, 60,7 % — особи у віці 18—64 років, 10,5 % — особи у віці 65 років та старші. Медіана віку мешканця становила 32,8 року. На 100 осіб жіночої статі у місті припадало 98,5 чоловіків;  на 100 жінок у віці від 18 років та старших — 89,8 чоловіків також старших 18 років.
Середній дохід на одне домашнє господарство  становив 39 232 долари США (медіана — 28 913), а середній дохід на одну сім'ю — 43 812 долари (медіана — 31 667). Медіана доходів становила 30 556 доларів для чоловіків та 25 848 доларів для жінок. За межею бідності перебувало 32,7 % осіб, у тому числі 35,4 % дітей у віці до 18 років та 14,8 % осіб у віці 65 років та старших.
Цивільне працевлаштоване населення становило 527 осіб. Основні галузі зайнятості: освіта, охорона здоров'я та соціальна допомога — 28,1 %, виробництво — 14,8 %, роздрібна торгівля — 12,5 %.